# Koni B. V.
A Koni B. V. gépkocsi-futóműelemeket – elsősorban lengéscsillapítókat és rugókat – gyártó holland vállalat. A cég személygépkocsik, tehergépjárművek, vasúti kocsik, motorkerékpárok számára készít gyári beszállítóként és utángyártóként minőségi futómű elemeket. A motorsport célokra gyártott termékei is nagyon népszerűek és ismertek. A cég központja Oud Beijerlandban található, ahol a gyártáson kívül a kutató- és fejlesztőrészleg is helyet kapott. A Koninak Németországban, Franciaországban és az Amerikai Egyesült Államokban is van leányvállalata. A cég alkalmazottainak létszáma körül-belül 500 fő.

## A cég története
A céget 1857-ben Oud-Beijerlandban alapították és eleinte lószerszámok készítésével foglalkoztak. 1932-ben jelentős profilváltással megkezdődött a gépkocsi rugók és lengéscsillapítók fejlesztése és gyártása. A Koni márkanevet 1940 óta használja a gyár. 1945 óta van a gyár kínálatában állítható lengéscsillapító mind személygépkocsik, mind pedig tehergépjárművek számára.
1972-ben a céget felvásárolta az amerikai ITT Industries Inc.

## Motorsport
A Koni világszerte elsősorban motorsportbeli fejlesztéseiről ismert, számtalan Forma 1-es, Forma 3-as, rali, túraautós és sportautós sikerrel a háta mögött. A Formula–1-ben a kezdetektől jelen van.

## Fordítás
Ez a szócikk részben vagy egészben  a   Koni B. V. című német Wikipédia-szócikk ezen változatának fordításán alapul.  Az eredeti cikk szerkesztőit annak laptörténete sorolja fel. Ez a jelzés csupán a megfogalmazás eredetét és a szerzői jogokat jelzi, nem szolgál a cikkben szereplő információk forrásmegjelöléseként.